# Mārtiņš Pļaviņš
Mārtiņš Pļaviņš (Riga, 8 maggio 1985) è un giocatore di beach volley lettone.

## Biografia
Ha debuttato nel circuito professionistico internazionale il 20 luglio 2005 a Stare Jabłonki, in Polonia, in coppia con Aleksandrs Samoilovs piazzandosi in 25ª posizione. Il 19 agosto 2012 ha ottenuto la sua prima e finora unica vittoria in una tappa del World tour a Stare Jabłonki, in Polonia, insieme a Jānis Šmēdiņš.
Ha preso parte a due edizioni dei Giochi olimpici: a Pechino 2008, dove si è classificato al 9º posto con Aleksandrs Samoilovs, ed a Londra 2012, occasione in cui è stato il portabandiera della delegazione lettone ed in cui ha vinto la medaglia di bronzo in coppia con Jānis Šmēdiņš.
Ha partecipato altresì a quattro edizioni dei campionati mondiali ottenendo come miglior risultato il quarto posto a Roma 2011 con Jānis Šmēdiņš.
Ha vinto una medaglia di bronzo ai campionati europei, arrivando terzo a Berlino 2010 insieme a Jānis Šmēdiņš.
Nei campionati iridati juniores ha conquistato una medaglia d'oro a Rio de Janeiro 2005 insieme a Aleksandrs Samoilovs.
A livello europeo, sempre nelle categorie giovanili, può vantare una medaglia d'oro nella categoria juniores a Capodistria 2004 nonché un'altra d'oro ed una di bronzo in quella under-23: rispettivamente a Mysłowice 2005 ed a Sankt Pölten 2006, in tutte e tre le occasioni insieme a Aleksandrs Samoilovs.

## Palmarès
Giochi olimpici
- 1 bronzo: a Londra 2012

Campionati europei
- 1 bronzo: a Berlino 2010

Campionati mondiali juniores
- 1 oro: a Rio de Janeiro 2005

Campionati europei under-23
- 1 oro: a Mysłowice 2005
- 1 bronzo: a Sankt Pölten 2006

Campionati europei juniores
- 1 oro: a Capodistria 2004

World tour
- 2 podi: 1 primo posto e 1 secondo posto

World tour - vittorie
| Data           | Località       | Nazione | in coppia con |
| -------------- | -------------- | ------- | ------------- |
| 19 agosto 2012 | Stare Jabłonki | Polonia | Jānis Šmēdiņš |

World tour - trofei individuali
- 1 volta miglior giocatore in difesa: nel 2012